# Grand prix de littérature policière
Le grand prix de littérature policière est un prix littéraire fondé en 1948 par le critique et romancier Maurice-Bernard Endrèbe et destiné à récompenser les meilleurs romans policiers français et étrangers publiés dans l'année. Le jury est composé de dix personnalités du monde des lettres.

## Romans français

### Années 1940
- 1948 : Le Cinquième Procédé par Léo Malet
- 1949 : La parole est au mort par Odette Sorensen

### Années 1950
- 1950 : Jeux pour mourir par Géo-Charles Véran
- 1951 : Fumées sans feu par Jacques Decrest et Germaine Decrest
- 1952 : Passons la monnaie par André Piljean
- 1953 : Opération Odyssée par Jean-Pierre Conty
- 1954 : La Beauté qui meurt par François Brigneau
- 1955 : Assassin mon frère par Gilles-Maurice Dumoulin
- 1956 : Les Petites Mains de la Justice par Guy Venayre et Pleins feux sur Sylvie par Michel Lebrun (ex æquo)
- 1957 : Le bourreau pleure par Frédéric Dard
- 1958 : On n'enterre pas le dimanche par Fred Kassak
- 1959 : Deuil en rouge par Paul Gerrard

### Années 1960
- 1960 : Les Mantes religieuses par Hubert Monteilhet
- 1961 : (non décerné)
- 1962 : Le Procès du diable par Pierre Forquin
- 1963 : Piège pour Cendrillon par Sébastien Japrisot
- 1964 : La Jeune Morte par Michel Carnal
- 1965 : Bateau en Espagne par Marc Delory
- 1966 : L'Interne de service par Laurence Oriol
- 1967 : Le crocodile est dans l'escalier par Jean-Pierre Alem
- 1968 : Un beau monstre par Dominique Fabre
- 1969 : Drôle de pistolet par Francis Ryck

### Années 1970
- 1970 : Zigzags par Paul Andréota
- 1971 : L'Assassin maladroit par René Réouven
- 1972 : Le Canal rouge par Gilbert Tanugi
- 1973 : Ô dingos, ô châteaux ! par Jean-Patrick Manchette
- 1974 : De 5 à 7 avec la mort par André-Paul Duchâteau
- 1975 : Un incident indépendant de notre volonté par Yvon Toussaint
- 1976 : Les Sirènes de minuit par Jean-François Coatmeur
- 1977 : La Plus Longue Course d'Abraham Coles, chauffeur de taxi par Christopher Diable
- 1978 : Dénouement avant l'aube par Madeleine Coudray
- 1979 : Le Salon du prêt-à-saigner par Joseph Bialot

### Années 1980
- 1980 : Le Crime d'Antoine par Dominique Roulet
- 1981 : Reflets changeants sur mare de sang, L'Unijambiste de la côte 284 et Aime le maudit par Pierre Siniac
- 1982 : L'Audience solennelle par Jean-Pierre Cabanes
- 1983 : Collabo-song par Jean Mazarin
- 1984 : Sur la terre comme au ciel par René Belletto
- 1985 : Meurtres pour mémoire par Didier Daeninckx
- 1986 : N'oubliez pas l'artiste par Gérard Delteil et La Queue du scorpion par Christian Gernigon (ex æquo)
- 1987 : Trois morts au soleil par Jacques Sadoul
- 1988 : Aix abrupto par Jean-Paul Demure
- 1989 : Un gros besoin d'amour par Tito Topin

### Années 1990
- 1990 : Billard à l'étage par Michel Quint
- 1991 : Hôpital souterrain par Hervé Jaouen
- 1992 : La Commedia des ratés par Tonino Benacquista
- 1993 : Boulevard des ombres par Paul Couturiau
- 1994 : Tiré à part par Jean-Jacques Fiechter
- 1995 : La Main morte par Philippe Huet
- 1996 : Ambernave par Jean-Hugues Oppel
- 1997 : La Mort des bois par Brigitte Aubert
- 1998 : Sans homicide fixe par Serge Gardebled
- 1999 : La Paresse de Dieu par Laurent Bénégui

### Années 2000
- 2000 : Du bruit sous le silence par Pascal Dessaint
- 2001 : Chasseurs de têtes par Michel Crespy
- 2002 : Les Brouillards de la butte par Patrick Pécherot
- 2003 : L'Ivresse des dieux par Laurent Martin
- 2004 : Double Peine par Virginie Brac et Les Silences de Dieu par Gilbert Sinoué (ex æquo)
- 2005 : Le Dernier Testament par Philip Le Roy
- 2006 : La Colère des enfants déchus par Catherine Fradier
- 2007 : Citoyens clandestins par DOA
- 2008 : Zulu par Caryl Férey
- 2009 : Les Cœurs déchiquetés par Hervé Le Corre

### Années 2010
- 2010 : Adieu Jérusalem par Alexandra Schwartzbrod
- 2011 : L'Honorable Société par DOA et Dominique Manotti
- 2012 : Arab jazz par Karim Miské
- 2013 : Des nœuds d'acier par Sandrine Collette[2]
- 2014 : Pur par Antoine Chainas
- 2015 : Derrière les panneaux il y a des hommes par Joseph Incardona
- 2016 : Un trou dans la toile de Luc Chomarat
- 2017 : La Daronne d'Hannelore Cayre[3]
- 2018 : L’Été circulaire de Marion Brunet[4]
- 2019 : Le Cherokee de Richard Morgiève[5]

### Années 2020
- 2020 : Trilogie Benlazar : La Guerre est une ruse, Prémices de la chute et La Fabrique de la terreur de Frédéric Paulin[6],[7]
- 2021 : Rosine, une criminelle ordinaire de Sandrine Cohen[8]
- 2022 : Le Carré des indigents de Hugues Pagan[9]
- 2023 : Darwyne de Colin Niel[10]
- 2024 : La Disparition d’Hervé Snout de Olivier Bordaçarre[11]

## Romans étrangers

### Années 1940
- 1948 : Le Procès Bellamy (The Bellamy Trial) par Frances Noyes Hart
- 1949 : Puzzle au Mexique (Puzzle for Pilgrims) par Patrick Quentin

### Années 1950
- 1950 : Les morts ne parlent plus (After Midnight) par Martha Albrand
- 1951 : Jeu de massacre (The Red Right Hand) par Joel Townsley Rogers
- 1952 : Bonnes à tuer (Follow As the Night) par Patricia McGerr
- 1953 : L'Homme de nulle part (The End Is Known) par Geoffrey Holiday Hall et La Famille pied-de-bouc (Horns for the Devils) par Louis Malley (ex æquo)
- 1954 : Un pied dans la tombe (The Body in Grant's Tomb) par Cornell Woolrich
- 1955 : Un mort dans le tunnel (Death in Captivity) par Michael Gilbert
- 1956 : Terreur dans la maison (The Desperate Hours) par Joseph Arnold Hayes et Peaux de bananes (Nothing in Her Way) par Charles Williams (ex æquo)
- 1957 : Monsieur Ripley / Plein Soleil / Le Talentueux Mr Ripley (The Talented Mr. Ripley) par Patricia Highsmith
- 1958 : La Reine des pommes (The Five-Cornered Square) par Chester Himes
- 1959 : Bourreau, fais ton métier ! (Orders to Kill) par Donald Downes

### Années 1960
- 1960 : Le Tricheur de Venise (The Evil of the Day) par Thomas Sterling
- 1961 : (non décerné)
- 1962 : Feu vert pour la mort (The Green Stone) par Suzanne Blanc
- 1963 : La Fin des fins (The Ballad of the Running Man) par Shelley Smith
- 1964 : La Tête sur le billot (A Key to the Suite) par John D. MacDonald
- 1965 : Frontière belge (Gun Before Butter / Question of Loyalty) par Nicolas Freeling
- 1966 : Berlin memorandum (The Berlin Memorandum) par Adam Hall
- 1967 : Comptes à rebours (I Start Counting) par Audrey Erskine Lindop
- 1968 : Ils nous trahiront tous / À tous les râteliers (Traditori di tutti) par Giorgio Scerbanenco
- 1969 : La Fille du temps (The Daughter of Time) par Josephine Tey et Hier, vous tuerez  (Fire, Burn!) par John Dickson Carr (ex æquo)

### Années 1970
- 1970 : La Faille (Tò láthos) par Antonis Samarakis
- 1971 : Crime sans châtiment (Hændeligt uheld) par Anders Bodelsen et Le Registre (The Ledger) par Dorothy Uhnak (ex æquo)
- 1972 : Attention, les enfants regardent (The Children Are Watching) par Laird Koenig et Peter L. Dixon
- 1973 : La Poudre aux yeux (Millie) par E.V. Cunningham
- 1974 : Miroir, miroir, dis-moi (Mirror, Mirror, on the Wall) par Stanley Ellin
- 1975 : Le Fil rompu (The Dark Number) par Edward Boyd et Roger Parkes
- 1976 : Docteur Frigo (Doctor Frigo) par Eric Ambler
- 1977 : Nécropolis (City of the Dead) par Herbert Lieberman
- 1978 : Et le huitième jour (And on the Eighth Day) par Ellery Queen
- 1979 : Le Rhume (Katar) par Stanislas Lem

### Années 1980
- 1980 : La Nuit du renard (A Stranger Is Watching) par Mary Higgins Clark
- 1981 : Marquises, si vos rivages (Los Mares del sur) par Manuel Vázquez Montalbán
- 1982 : Le Clou de la saison (Party of the Year) par John Crosby
- 1983 : Sans bavures (No Comebacks) par Frederick Forsyth
- 1984 : Le Massacre du Maine (The Maine Massacre) par Janwillem van de Wetering
- 1985 : Trois flics dans un canot (Swing, Swing Together) par Peter Lovesey
- 1986 : La Loi de la cité (City Primeval) par Elmore Leonard
- 1987 : Là où dansent les morts (Dance Hall of the Dead) par Tony Hillerman
- 1988 : Un certain goût pour la mort (A Taste for Death) par P. D. James et La Sorcière de Brooklyn (en) (Strega) par Andrew Vachss (ex-æquo)
- 1989 : Hidden Valley (Snowbound) par Bill Pronzini

### Années 1990
- 1990 : Enquête dans le brouillard (A Great Deliverance) par Elizabeth George
- 1991 : Le Silence des agneaux (The Silence of the Lambs) par Thomas Harris
- 1992 : Black Cherry Blues (Black Cherry Blues) par James Lee Burke
- 1993 : Le Tableau du maître flamand (La Tabla de Flandes) par Arturo Pérez-Reverte
- 1994 : Cabale (Cabal) par Michael Dibdin
- 1995 : Degré de culpabilité (Degree of Guilt) par Richard North Patterson
- 1996 : L'Aliéniste (The Alienist) par Caleb Carr
- 1997 : Échange mortel (Imperfect Strangers) par Stuart Woods
- 1998 : Ombres chinoises (Shadow Play) par Frances Fyfield
- 1999 : Créance de sang (Blood Work) par Michael Connelly

### Années 2000
- 2000 : Un fleuve de ténèbres (River of Darkness) par Rennie Airth
- 2001 : Saison sèche (In a Dry Season) par Peter Robinson
- 2002 : Retour chez les vivants (One Foot in the Grave) par Peter Dickinson
- 2003 : Jusqu'au dernier (Dead Before Dying) par Deon Meyer
- 2004 : L'Analyste (The Analyst) par John Katzenbach
- 2005 : La Mort dans l'âme (Dead Souls) par Ian Rankin
- 2006 : Le Bibliothécaire (Librarian) par Larry Beinhart
- 2007 : La Voix (Röddin) par Arnaldur Indriðason
- 2008 : La Princesse des glaces (Isprinsessan) par Camilla Läckberg
- 2009 : La Main droite du diable (Priest) par Ken Bruen

### Années 2010
- 2010 : La Mort au crépuscule (Twilight) par William Gay
- 2011 : Le Poète de Gaza (Limassol) par Yishai Sarid
- 2012 : Le Diable, tout le temps (The Devil All the Time) par Donald Ray Pollock
- 2013 : Le tueur se meurt (The Killer Is Dying) par James Sallis[2]
- 2014 : Une terre d’ombre (The Cove) par Ron Rash
- 2015 : Toutes les vagues de l'océan (Un millón de gotas) par Víctor del Árbol
- 2016 : Tant de chiens (Perro muerto) de Boris Quercia
- 2017 : Chacun sa vérité (Sanning med modifikation) de Sara Lövestam[3]
- 2018 : Sans lendemain (No Tomorrow) de Jake Hinkson[4]
- 2019 : Un soleil sans espoir (Green Sun) de Kent Anderson[5]

### Années 2020
- 2020 : Dans la gueule de l'ours (Bearskin) de James McLaughlin[6]
- 2021 : L'Eau rouge (Crvena voda) de Jurica Pavičić[8]
- 2022 : American Predator de Maureen Callahan[12]
- 2023 : Le Silence (Small Mercies) de Dennis Lehane[10]
- 2024 : La Casse (Desarmadero) de Eugenia Almeida[11]